# Copris marcus
Copris marcus är en skalbaggsart som beskrevs av Gillet 1921. Copris marcus ingår i släktet Copris och familjen bladhorningar. Inga underarter finns listade i Catalogue of Life.